# Клацающие зубы
«Клацающие зубы» (также «Щелкун», «Кусачие зубы») (англ. Chattery teeth) — рассказ американского писателя Стивена Кинга, впервые опубликованный в 1992 году в литературном журнале «Cemetery Dance». Позднее, в 1993 году, существенно переработанный рассказ вошёл в авторский сборник «Ночные кошмары и фантастические видения».
В 1997 году рассказ был экранизован в телевизионном фильме «Автострада».

## Сюжет
Коммивояжёр Билл Хогэн, зайдя в придорожный магазин, замечает на витрине игрушку — большие заводные челюсти на ножках. Игрушка ему нравится, и он покупает её. 
Когда он садится в машину, его просит подвезти молодой светловолосый парень, назвавшийся Брайаном Адамсом. Хогэн с неохотой соглашается. В поездке парень неожиданно достаёт нож и приказывает Хогэну остановить машину, отдать кошелёк и выйти. Хогэн отказывается и разгоняет машину. Он не справляется с управлением, и машина падает в кювет. Попутчик, разозлившись, пытается убить его. Хогэн не может сопротивляться, так как у него заклинило замок ремня безопасности. Неожиданно челюсти мистическим образом приходят в движение, расправляются с грабителем и перегрызают ремень безопасности Хогэна. Затем они отволакивают тело его попутчика в пустыню. Хогэн, не дожидаясь их возвращения, ловит машину и уезжает. 
Девять месяцев спустя он снова оказывается в этом магазине. Хозяйка магазина возвращает ему челюсти, объяснив, что нашла их на пороге на следующий день после случая с ограблением. Хогэн забирает их домой.

## Экранизация
В 1997 году американский режиссёр Мик Гаррис снял телевизионный фильм «Автострада», состоящий из двух новелл. Первая поставлена по рассказу Клайва Баркера «Политика тела», а вторая — экранизация «Клацающих зубов».